# Guilhem Méric
Pour les articles homonymes, voir Méric.
Œuvres principales
Compléments
Il est également musicien.
Guilhem Méric, de son vrai nom Guilhem Routier, né à Sète le 1er avril 1971, est un romancier et scénariste français.

## Biographie
Touche-à-tout depuis l'enfance, Guilhem Méric se destine longtemps à une carrière dans la bande dessinée, puis dans le journalisme, avant de devenir infographiste dans diverses agences de communication. Il publie son premier roman La conjuration des Sept à compte d'auteur en 1997, aux éditions de l'Aurore Boréale.
Passionné également par la musique, il écrit et compose en 2000 la comédie musicale Isabelle et le Roi (titre original : "Les deux moniales"), dont l'histoire s'inspire de l'Abbaye Saint-Félix-de-Montceau, un monument historique restauré par son père depuis 1970. Mis en scène notamment par Cyril Musso et Mickaël Viguier, le spectacle est produit à plusieurs reprises en 2001 et 2006 sur le site de l'abbaye de Gigean, et en 2004 au Palais des Glaces de Paris lors d'un showcase.
En 2003, il fonde Harmonia Productions, une association destinée à la production et la diffusion de spectacles, qui lui permet de réunir de nombreux artistes autour de projets personnels.
Les difficultés qu'il rencontre durant des années dans le monde de la musique le décident finalement à revenir à l'écriture de romans. Profondément marqué par sa découverte au cinéma du Seigneur des Anneaux, il s’attelle à la création de sa propre saga fantasy, sur le thème des âmes-sœurs, librement inspiré du mythe grec et du Discours d'Aristophane de Platon.
Le premier tome, intitulé Myrihandes, le secret des âmes-sœurs, est publié en 2010 par les éditions Au Diable Vauvert. Le livre est sélectionné dans la catégorie "Meilleur roman fantasy français jeunesse" pour le prix Elbakin 2011, obtient le prix du premier roman Fantasy du festival de Maurecourt en 2012, est sélectionné pour le Prix Méditerranée des Lycéens et, l'année suivante, pour le prix Révélation Adulte des Futuriales, festival des littératures imaginaires d'Aulnay-sous-Bois. Toutefois, des différends avec sa maison d'édition finissent par mettre un terme à leur collaboration, sans que les autres tomes de la saga voient le jour.
Parallèlement, Guilhem Méric rédige le scénario adapté du premier volet de Myrihandes et développe au sein d’Harmonia Productions la pré-production du projet d’adaptation long métrage. Une trentaine de personnes travaillent à ses côtés, parmi lesquels le compositeur Christophe Houssin, qui réalise une dizaine de musiques originales, et l'artiste peintre Christophe Sivet, qui crée notamment les illustrations des premiers Myrihandes. Un teaser et un documentaire de préproduction voient le jour en 2010 et sont diffusés sur le site Allociné. Un contrat d'option est signé en 2014 avec la société américaine Ovega Entertainmen pour l'exploitation cinéma du premier volet de la saga.
En 2015, Guilhem Méric poursuit sa carrière de romancier avec Ætherna, publié aux éditions J'ai lu en janvier 2015, dont le scénario est sélectionné la même année par la Maison des Scénaristes pour être présenté au Festival de Cannes.
Entre 2017 et 2018, il publie l'intégralité de la saga Myrihandes via trois campagnes de crowdfunding successives.
Son dernier roman, L'art de se prendre les murs (Pygmalion, 2018) est sa première incursion en littérature générale au sein de la collection "Il est une fois".

## Romans
- Myrihandes, le secret des Âmes-Sœurs - éditions Au Diable Vauvert, 2010  (ISBN 978-2846262583)[7] ;
- Ætherna, l'émissaire de l'Au-delà, éditions J'ai lu, janvier 2015  (EAN 9782290103128), dont le scénario est sélectionné la même année par la Maison des Scénaristes pour être présenté au Festival de Cannes[8].
- Myrihandes, le secret des Âmes-Sœurs, éditions Harmonia, 2017
- Myrihandes, la Gardien de l'Âpre-Monde, éditions Harmonia, 2017  (ISBN 978-2956217107)
- Myrihandes, le Lac aux Larmes d'Or, éditions Harmonia, 2018  (ISBN 978-2956699705)
- L'art de se prendre les murs, éditions Pygmalion, 2018  (ISBN 978-2756422299)
- Chroniques des Terres d'OEsion, Le Long Voyage de Farf, éditions Harmonia, 2025  (ISBN 978-2956699767)